# Jamie Brittain
Pour les articles homonymes, voir Brittain.
Jamie Brittain est un acteur et scénariste écossais, né le 14 août 1985 à Édimbourg, en Écosse.
Il est connu pour avoir créé la série Skins avec son père, Bryan Elsley (en).
Il fait partie d'une fratrie de cinq enfants.

## Filmographie

### Comme scénariste et créateur
- 2007 - 2013 : Skins
- 2007 : Skins, secret party
- 2011 : Skins US